# Libyens historie som italiensk koloni
Libyens historie som italiensk koloni omfatter områdets historie i tiden mellem 1911 og 1947.
Da Italien begyndte at søge efter egnede kolonier i Afrika, lå Det Osmanniske Riges provinser i Nordafrika lige for, og Italien betragtede provinserne i det nuværende Libyen som sit interesseområde. Fra 1911 invaderede Italien området og kunne relativt enkelt fordrive de osmanniske styrker. At erobre området blev dog sværere, og Italien blev trukket ind i en langvarig kolonikrig mod de libyske stammer. Den islamiske Sanusiya-orden stod bag en særlig stærk modstand og Sanusiya-ordens leder Idris blev efterhånden en samlende modstandsfigur. Mussolinis fascistiske regering planlagde at gøre Libyen til en italiensk provins, "Italiens fjerde kyst" og opmuntrede italiensk indvandring til området. Da Italien sluttede sig til aksemagterne i 2. verdenskrig, gav de libyske nationalister deres støtte til de allierede. Nordafrika blev en vigtig krigsskueplads, og da de allierede besejrede aksemagterne i ørkenkrigen, overtog allierede styrker administrationen af Libyen. Efter 2. verdenskrig mistede Italien sine kolonier, og spørgsmålet om Libyens fremtid blev til sidst afgjort af FN, som besluttede, at et selvstændigt Libyen skulle oprettes.

## Den italienske invasion
Italien, som først blev en samlet stat i 1861, var en sen deltager i kapløbet om kolonier. For italienerne syntes de marginelle osmanniske provinser i Libyen at udgøre en åbenlys kompensation for landets ydmygende godkendelse af oprettelsen af et fransk protektorat i Tunesien, et land som Italien eftertragtede som potentiel koloni. Italien forstærkede sine langvarige handelsinteresser i Libyen og vandt ved en serie diplomatiske manøvrer anerkendelse fra stormagterne af en italiensk interessesfære der. Det antoges i europæiske hovedstæder, at Italien før eller senere ville gribe muligheden for at skride til politisk og militær indskriden i Libyen.
I september 1911 manipulerede Italien frem en krise med Det Osmanniske Rige ved at anklage osmannerne for at have begået en "fjendtlig handling" ved at bevæbne arabiske stammer i Libyen. Da Det Osmanniske Rige nægtede at svare på et ultimatum om italiensk militær okkupation for at forsvare italienske interesser i regionen, erklærede Italien krig, og Tripoliskrigen var en kendsgerning. Efter en preliminær søkrig gik italienske tropper i land og indtog Tripoli den 3. oktober. De mødte kun begrænset modstand. Italienske styrker besatte tillige Tobruk, Al Khums, Darnah og Benghazi.
Under de følgende måneder avancerede den italienske ekspeditionsstyrke, med 35.000 mand, knapt nok videre fra sine brohoveder. De 5000 osmanniske soldater, som forsvarede provinserne på tiden for invasionen, trak sig tilbage nogle kilometer ind i land, hvor officerer som Enver Pasha og Mustafa Kemal (Atatürk) organiserede de arabiske stammer i modstand mod italienerne, som antog karakter af en hellig krig. Men da krig truede på Balkan var Det Osmanniske Rige tvunget til at søge fred med Italien. I overensstemmelse med fredsaftalen, som blev underskrevet i Lausanne i oktober 1912, udstedte sultanen et dekret, som gav selvstændighed til Tripolitanien og Cyrenaika, mens Italien samtidig erklærede sin formelle annektering af disse territorier. Sultanen skulle i sin rolle som kalif (leder af islam) beholde sin religiøse overhøjhed der og fik lov til at udpege qadien af Tripoli, som havde tilsyn over shariadomstolene. Men italienerne var ikke fuldt ud klar over, at der ingen skelnen gjordes mellem civil og religiøs retsførelse i islamisk lov. Derved beholdt osmannerne en åben kanal for indflydelse over sine tidligere undersåtter og undergravede Italiens magt. Fred med Det Osmanniske Rige indebar for Italien indledningen til en 20-årig kolonialkrig i Libyen.

## Italiensk styre og arabisk modstand
For mange arabere var Det Osmanniske Riges kapitulation i Libyen et forræderi mod muslimske interesser overfor de utroende. Freden i Lausanne fra 1912 var meningsløs for de beduinske stammer, som fortsatte deres krig mod italienerne, i visse områder med hjælp af tyrkiske tropper, som var forblevet tilbage ved tilbagetrækningen. Kampene i Cyrenaika gennemførtes af sanusiske enheder under ledelse af Ahmad ash Sharif, hvis tilhængere i Fezzan og det sydlige Tripolitanien forhindrede italiensk konsolidering i disse områder. Modstanden i det nordlige Tripolitanien manglede den enighed, som indførtes af sanusiya og var isolerede, og indbyrdes stammerivalisme gjorde det mindre effektivt. Nationalistiske byboere i Tripoli spekulerede i muligheden for at oprette en tripolitansk republik, måske associeret med Italien, mens Suleiman Baruni, en berber og tidligere medlem af det osmanniske parlament, udråbte en selvstændig men kortlivet berbisk stat i Gharyan-regionen. For beduinerne, som ikke var belastede af nogen national følelse, var formålet med kampen mod kolonialmagten imidlertid at forsvare islam og det frie liv, de altid havde haft på derest stammeterritorium.
I 1914 gik sanusierne til modangreb i Fezzan, eliminerede hurtigt Italiens nyligt vundne sejr der, og i 1915 forårsagede de en italiensk kolonne i Qasr Bu Hadi i Sirtica betydende skader. De fik fat i geværer, artilleri og ammunition, hvilket muliggjorde et efterfølgende angreb i Tripolitanien, men kampagnens fremgang eventyredes af den traditionelle fjendtlighed, som rådede mellem beduinerne og nationalisterne.
Da Italien tilsluttede sig Ententen i 1915, blev den første italiensk-sanusiske krig (1914-17) i Cyrenaika en del af verdenskrigen. Tyskland og Tyrkiet sendte våben og rådgivere til Ahmad, som allierede Sanusiya med Centralmagterne med målsætningen at fastholde italienske og britiske tropper i Nordafrika. I 1916 ledte tyrkiske officerer sanusierne i en kampagne ind i Egypten, hvor de imidlertid fuldstændigt besejredes af britiske styrker. Ahmad opgav det sanusiske politiske og militære lederskab for Idris og flygtede til Tyrkiet ombord på en tysk ubåd. Den probritiske Idris indledte forhandlinger med de allierede på Cyrenaikas vegne i 1917. Resultatet blev i praksis en våbenstilstand snarere end en fuldstændig fredsaftale, for hverken italienerne eller sanusierne opgav helt sine krav på kontrol over regionen. Storbritannien og Italien anerkendte Idris som emir af det indre Cyrenaika på vilkår, at sanusiske angreb på kystbyer og ind i Tyrkiet skulle ophøre. Videre overvejelser over Cyrenaikas status blev udskudte til efter krigen.
Skønt den sejrende Entente accepterede Italiens suverænitet i Libyen, var de italienske styrker der fortsat begrænsede til enklaverne ved kysten, undertiden under belejring. En kampagne indledtes i 1919 for at konsolidere og ekspandere det territorium, som kontrolleredes af Italien, men den kolonipolitik, som blev bedrevet af Italiens regering var mådelig og imødegående. Der toges skridt i retning af at tilbyde begrænsede politiske rettigheder for befolkningen i de besatte områder. Provinserne Cyrenaika og Tripolitanien behandledes som adskilte kolonier, og Fezzan organiseredes som et militært territorium. Den grundlov, som godkendtes af det italienske parlament i 1919, gav plads for et provinsparlament og for lokale råd udnævnte af de italienske guvernører samt en distinkt styrelse i de okkuperede områder.

## Administrativ ordning
De forskellige koloniseringer, som Italien gennemførte i Tripolitanien og Cyrenaika, illustrerede imidlertid forskelle i situationerne i de to provinser, som de opfattedes af de italienske myndigheder. I 1920 blev indgået en aftale mellem Italien og Sanusiya-lederne som bekræftede Idris som amir af Cyrenaika og anerkendte hans faktiske selvstændighed i et omfattende område i indlandet som omfattede alle de vigtigste oaser. Italien sikrede en økonomisk understøttelse for emirens regering, og Sanusiya-sheiker, som havde pladser i Cyrenaikas parlament, deltog i styret af hele provinsen. Idris fik ligeledes lov til at beholde Sanusiya-hæren, skønt dets enheder skulle forlægges til "blandede lejre" med italienske styrker. Gennem dette arrangement accepterede den italienske regering officielt Idris som både sekulær og religiøs leder for Cyrenaikas stammer, men i praksis udvidede det ikke hans politiske magt udover den, som han allerede udøvede som Sanusiya-ordenens overhoved.
Det var tydeligt, at Italiens regering ikke havde formuleret en sammenhængende politik i forhold til et land, som ikke var blevet erobret, og hvis folk udviste tvivl om fordelene ved italiensk styre. Men eftersom italienerne aldrig mødte en troværdig, forenet modstand i Tripolitanien, var de ikke under tilsvarende tryk der at gøre de indrømmelser, som de hade gjort i Cyrenaika. Den mest fremtrædende tripolitanske nationalist var Ramadan as Suwaythi, som ved flere lejligheder havde samarbejdet med italienerne, støttet Sanusiya og endelig kæmpet mod dem begge. Hans rival, Baruni, som under krigen havde ageret osmannisk "guvernør" i Tripolitanien med støtte fra Tyskland, savnede tillid hos de arabiske nationalister. Stammerivaliteter var intensive, og de beduinske sheiker og nationalisterne havde fundamentalt forskellige målsætninger. De sidst nævnte ønskede at oprette en centraliseret republik, mens de først nævnte i første række var interesserede i at skabe stammestater.
En fremtrædende panarabisk nationalist, egypteren Abdar Rahman Azzam, overtalte Suwaythi og Baruni til at samarbejde om at kræve italiensk anerkendelse af en selvstændig republik, som blev udråbt i Misratah i 1919. Forhandlinger med italienerne brød sammen, da Misratah-republikkens styrende organ, den så kaldte Reformkomité, gjorde krav på overhøjhed over Libyen i stedet for alene over Tripolitanien. I 1920 samledes delegater fra både besatte og ubesatte zoner i en nationalkongres i Aziza. De sagde sig repræsentere den "tripolitanske nation," og krævede tilbagetrækning af italienske styrker. Ingen nationalistrørelse havde dog evne til at samle landet bag sig.
Til og med delegater til nationalkongressen havde været kraftigt delte vedrørende den grad af samarbejde med Italien, som de skulle tillade. Rivaliserende delegationer fandt en vej til Rom med sine petitioner om anerkendelse. Samtidig gav greve Giuseppe Volpi, en kraftfuld og bestemt guvernør, en beslutsom orientering af den italienske politik i Tripolitanien med sin støtte til militær pacificering i stedet for forhandlinger. Nationalisterne mistede sine mest effektive ledere, da Baruni gik over til italienerne som en følge af fjendtlighed mellem arabere og berbere, hvilken Volpi fremgangsrigt udnyttede, og Suwaythi blev dræbt af sine politiske rivaler.
I denne situation mødte de tripolitanske nationalister Sanusiya-orden i Surt i begyndelsen af 1922 og godkende Idris som emir af Tripolitanien. Idris havde aldrig efterstræbt nogen titel udover den, som han havde i Cyrenaika, og han var ikke forhippet på at udvide hverken sin politiske indflydelse eller sit religiøse lederskab til det nordlige Tripolitanien, hvor hverken han eller Sanusiya-orden var særlig populær. Han havde altid nægtet at give støtte til tripolitanske nationalister og efter omstændighederne anså at deres tilbud var gjort af opportunistiske grunde, det vil sige at der ikke fandtes nogen åbenbar alternativ kandidat til lederskabet på dette tidspunkt. Idris godkendelse ville, hvad nationalisterne forstod, møde skarp modstand fra Italien og blive signalet til genoptagelse af åben krigsførelse. Krig mod Italien syntes trolig i alle tilfælde, før eller senere. I flere måneder spekulerede Idris over nationalisternes anmodning. Af en eller anden grund - måske for at fremme den totale selvstændigheds sag eller muligvis af en følelse af religiøs pligt til at gå imod den utroende - accepterede Idris emiratet over hele Libyen i november og senere, for at undgå at blive taget til fange af italienerne, flygtede han til Egypten, hvor han fortsatte at lede Sanusiya-ordenen.

## Det anden krig mellem Italien og Sanusiya
Italiens kolonialpolitik forandredes brat, da Benito Mussolinis fascistiske regering kom til magten i oktober 1922. Mussolini, som tidligere havde været kritiker af kolonialismen, støttede helhjertet Volpis politik med militær pacificering. Skønt der savnedes korrekte efterretninger i Rom, støttede Mussolini helt beslutninger, som blev truffet i felten af hærens ledelse. Lausannetraktaten 1923 mellem ententelandene - deriblandt Italien - og Atatürks nye regering i Tyrkiet gjorde opdelingen af det gamle osmanniske rige endelig og skaffede afgørende international støtte for Italiens annektering af Libyen.
Det anden italiensk-sanusiske krig begyndte i begyndelsen af 1923, da Italien okkuperede sanusisk territorium i Benghazi-området. Modstanden i Cyrenaika var heftig fra begyndelsen, men det nordlige Tripolitanien nedkæmpedes i 1923 og dets sydlige region og Fezzan blev gradvist pacificerede i de følgende år. Under hele perioden var dog den vigtigste italienske krigsskueplads Cyrenaika.
I Idris fravær havde en hård men aldrende sheik, Omar al Mukhtar, overgribende ledelse over sanusiernes kæmpende grupper i Cyrenaika, som aldrig var flere end nogle tusinde, og som var organiserede i stammeenheder. Mukhtar, en veteran fra mange krige, var mester i ørkenguerillataktik. Han ledte små, rørlige grupper, som angreb udposter, overfaldt troppekolonner og afskar proviant- og kommunikationslinjer, for efterfølgende hurtigt at forsvinde ind i den bekendte terræn. Italienske styrker, under Rudolfo Grazianis ledelse efter 1929, bestod for stor del af eritreaner. Graziani var uden mulighed for at udkæmpe en afgørende kamp mod sanusierne og førte en nedslidende udmatningskrig. Dette gennem hensynsløse search-and-destroy-aktioner med pansrede kolonner og flystøtte mod de oaser og stammelejre, som beskyttede Mukhtars mænd. Soldaterne samlede beduiner i koncentrationslejre, blokerede vandkilder og slagtede deres husdyr. I 1930 ledte Graziani opførelsen af en pigtrådsbarriere, 9 meter bred og 1,5 meter høj som strakte sig 320 kilometer fra kysten sydover langs Egyptens grænse. Dette for at afskære Mukhtar fra hans frie byer og proviantkilder på den anden side af grænsen. Området omkring barrieren, som vedvarende patruljeredes af panser og fly, udsås til en zone for fri beskydning. Italienernes overlegne troppemængder og teknologi begyndte at hævne sig på libyerne, men Mukhtar kæmpede videre med sine stadigt færre styrker på en krympende krigsskueplads, mere af vane end af overbevisning om at italienerne kunne fordrives fra Cyrenaika.
Al Kufrah, den sidste Sanusiya-fæstning, faldt i 1931, og i september samme år blev Mukhtar taget til fange. Efter en summarisk krigsret blev han hængt i nærværelse af en folkemasse på 20.000 arabere, som var samlede for at bevidne begivenheden. EFter, at Mukhtar var død, brød Sanusiya-modstanden sammen, og den italienske pacificering af Libyen var fuldt gennemført. Også i nederlaget forblev Mukhtar et symbol for arabisk modstand mod kolonial overhøjhed, og han hyldedes som national helt.

## Den fjerde kyst
Da pacificeringen var blevet gennemført, bestræbte det fascistiske Italien sig på at forvandle Libyen til en italiensk provins, som skulle omtales som Italiens fjerde kyst. I 1934 blev Tripolitanien og Cyrenaica inddelte i fire provinser: Tripoli, Misratah, Benghazi og Darnah, som formelt blev forbundne som en samlet koloni med navnet Libyen. Dermed genoplivedes officielt det navn, som Diocletianus havde tillempet næsten 1.500 år tidligere. Fezzan, som blev kaldt Sydlige Tripolitanien, forblev et militært territorium. En generalguvernør, som kaldtes første konsul efter 1937, havde overgribende ledelse over kolonien, bistået af det Almene råd, hvor arabere var repræsenterede. Traditionelle stammeråd, som tidligere var blevet støttet af den italienske administration, blev afskaffede, og alle lokale tjenestemænd blev derefter udpegede af generalguvernøren. Administrative poster på alle niveauer indehavedes af italienere.
En traktat med Storbritannien og Egypten bevirkede overførsel af et hjørne af Anglo-egyptisk Sudan, kendt som Sarratrianglen, til italiensk kontrol i 1934. Det følgende år forhandledes en fransk-italiensk aftale, som omflyttede den 1000 kilometer lange grænse mellem Libyen og Tchad sydpå omkring 100 kilometer over Aouzoustrimlen, men denne territoriale indrømmelse til Italien blev aldrig ratificeret af det franske parlament. I 1939 indlemmedes Libyen i moderlandet Italien.
I 1930-erne gjordes imponerende fremskridt i at forbedre landets økonomiske og transportinfrastruktur. Italien investerede kapital og teknologi i statslige byggeprojekter, udbygning og modernisering af byer, anlæggelse af motorveje og jernbaner, udvidede havne og bevanding, men disse tiltag indførtes for at fremme den italiensk kontrollerede moderne sektor i økonomien. Den italienske udviklingspolitik efter 1. verdenskrig havde efterspurgt kapitalintensiv "økonomisk kolonisering" som sigtede til at fremme maksimal udnyttelse af tilgængelige ressourcer. En af Italiens indledende målsætninger i Libyen var dog at afhjælpe overbefolkning og arbejdsløshed i Italien gennem udvandring til den uudviklede koloni. Da sikkerhed var opnået, opmuntrede Mussolinis regering til systematisk "demografisk kolonisering". Et projekt indledt af Libyens guvernør Italo Balbo bragte de første 20.000 kolonister - ventimilli - til Libyen i en eneste konvoj i oktober 1938. Flere kolonister ankom i 1939, og i 1940 fandtes der omtrent 110.000 italienere i Libyen, hvilke udgjorde omkring 12% af den totale befolkning. Der fandtes planer om en italiensk koloni med 500.000 kolonister i 1960-erne. Libyens bedste jord blev tildelt kolonisatorerne for at bringes til produktiv dyrkning, fortrinsvis i olivenlunde. Koloniseringen ledtes af et statsligt samfund, det Libyske koloniseringsselskab, som foretog jordvinding og bygning af modelbyer og tilbød et økonomisk grundlag og kreditmuligheder for de kolonister, som det havde støttet.
Italienerne gjorde moderne sundhedsvæsen tilgængeligt for første gang i Libyen, forbedrede sanitære forhold i byerne og tog skridt til at erstatte kvæghjorde, som var forsvundet under krigen. Men, skønt Mussolini kaldte libyerne for "muslimske italienere", skete der ikke meget mere, som direkte forbedrede levevilkårene for den arabiske befolkning. Beduinlivet opløstes, da stammers græsningsområder - som ansås for underudnyttede med europæiske mål men potentielt mere frugtbare ved opdyrkning - købtes eller konfiskeredes med henblik på at blive distribuerede til italienske kolonister. Fuldstændig forsømmelse af uddannelse af arabere forhindrede udvikling af professionel og teknisk træning, skabte en brist på uddannede arbejdere, teknikere og administratorer (som ikke var forandret i slutningen af 1980-erne). Sanusiya-lederne blev fordrevet fra landet, logerne brudt op og ordenen forbudt, men ikke udryddet.

## 2. verdenskrig
Mens Europa forberedte sig på krig, opfattede libyske nationalister hjemme og i eksil at den bedste mulighed for frigørelse fra kolonial overhøjhed lå i at Italien led nederlag i en større konflikt. En sådan mulighed syntes at fremkomme, da Italien invaderede Etiopien i 1935, men Mussolinis trods over for Folkeforbundet og Storbritanniens og Frankrigs svage reaktioner dæmpede libyernes håb midlertidigt. Planerne for frigørelse genoptoges dog, da krigen brød ud i Europa i september 1939. Libyens politiske ledere mødtes i Alexandria i Egypten i oktober for at løse tidligere meningsforskelle for den fremtidige enigheds skyld. Idris godkendtes som leder for den nationalistiske sag af tripolitanier såvel som cyrenaiker, med forbeholdet at skulle udse en rådgivende komité med repræsentanter fra begge regioner for at bistå ham. Forskellene mellem de to grupper var dog for dybe og langvarige for at komitéen skulle fungere vel.
Da Italien gik med i krigen på Tysklands side den 10. juni 1940 erklærede de cyrenaiska ledere, som i nogle måneder havde været i kontakt med britiske militære officerer i Egypten, omgående sin støtte til de allierede. I Tripolitanien, hvor Italiens kontrol var stærkest, modsatte nogle sig i begyndelsen samarbejde med Storbritannien med formodningen, at hvis de allierede tabte krigen - hvilket virkede meget sandsynligt i 1940 - ville hævnen blive hård. Men cyrenaikerne, med sin lange historie af modstand mod italienerne, var ivrige efter at genoptage konflikten g påminde de mere frygtsomme tripolitaniere om, at forholdene i landet ikke kunne blive værre end de allerede var. Idris påpegede, at det ikke ville være til nogen større nytte at forvente, at briterne ville støtte libysk selvstændighed efter krigen, hvis libyerne ikke havde samarbejdet aktivt med dem under krigen.
Idris ledte et hastigt sammenkaldt møde mellem libyske ledere i Kairo i august 1940, hvor formelle arrangementer for samarbejde med de britiske militære myndighederne indledtes. Delegater til konferencen udtrykte fuldt tillid til Idris i en resolution og gav ham vidtgående beføjelser til at forhandle med briterne om Libyens selvstændighed. Resolutionen fastslog videre, at libysk deltagelse med britiske styrker skulle ske "under Sanusiya-emiratets fane" og at en "provisorisk Sanusiya-regering" skulle oprettes.
Selv om et antal repræsentanter fra Tripolitanien gik med til at deltage, var resolutionen i hovedsagen en cyrenaisk foreteelse, som antoges trods indvendinger fra de tripolitanske nationalister. Tripolitanierne, som var mistænksomme over for forbindelserne mellem Idris og briterne, anså, at en definitiv tilkendegivelse, som støttede libysk selvstændighed, burde være blevet indhentet fra Storbritannien inden, Idris forpligtigede Libyen til fuldskala militært samarbejde. Skønt tripolitanierne modstræbende gik med på at acceptere Idris som sin politiska leder, forkastede de al religiøs forbindelse med Sannusiya-ordenen. Dermed modsatte de sig, at termen Sanusiya anvendtes gennemgående i resolutionen i stedet for Libyen eller Cyrenaika. Disse to omstridte spørgsmål - omfatningen af engagementet for Storbritannien og Sanusiya-ordens rolle i et selvstændigt, forenet Libyen - udgjorde de vigtigste dele i indre politisk uenighed under krigen og det første efterkrigsår.
Britiske embedsmænd hævdede, at vigtigere aftaler eller garantier for tiden efter krigen ikke kunne træffes, mens krigen fortsat var i gang. Skønt han ved flere lejligheder bestræbte sig på at sikre et mere fordelagtigt engagement fra Storbritanniens side, godtog Idris dette synspunkt og rådede sine tilhængere til at udvise tålmodighed. Det var tydeligt, at mange af dem ikke var entusiastiske med hensyn til et forenet Libyen og ville have været tilfredse med et løfte om en Sanusiya-regering i Cyrenaika. Efter resolutionen af august 1940 organiseredes 5 libyske bataljoner af briterne, for en stor del rekrutterede fra cyrenaiske veteraner fra krigen mellem Italien og Sanusiya. Den libyske arabiske styrke, mere kendt som Sanusiya-hæren, udmærkede sig i tjeneste under britisk ledelse i ørkenkrigen, som afsluttedes med befrielsen af Cyrenaika.
I en tale i det britiske underhus i januar 1942 bekræftede den britiske udenrigsminister Anthony Eden og hilste velkomment "det bidrag som Sayid Idris as Sanusi og hans tilhængere har gjort og gør" til de allieredes krigsindsats. Han tillagde, at den britiske regering var fast besluttet på, at sanusierne i Cyrenaika "under ingen omstændigheder" skulle "falde under italiensk overhøjhed igen." Ingen videre uddybning gjordes, og denne udtalelse, som ikke omtalte et selvstændigt Libyen, forblev den officielle britiske stillingstagende under krigen.

### Ørkenkrigen
Nordafrika var en større krigsskueplads i 2. verdenskrig, og krigen skiftede tre gange over Cyrenaika, en region som blev beskrevet af en tysk general som "en taktikers paradis og en kvartermesters helvede" eftersom der ikke fandtes nogle naturlige forsvarspositioner mellem Al Agheila og Al Alamein, som kunne bremse stridsvognene, som udkæmpede flydende kampe i ørkenen som krigsskibe på havet, og der fandtes kun en større motorvej ved kysten, som kunne anvendes til at proviantere de hurtigt bevægende hære. Italienerne invaderede Egypten i september 1940, men fremgangen stoppede ved Sidi Barrani på grund af brist på logistisk støtte. Det britiske imperiums styrker i Nilhærn, som ledtes af general Archibald Wavell, gik til kraftigt modangreb i december og nåede så langt som Tobruk ved slutningen af måneden. I februar 1941 kapitulerede den italienske 10. armé, hvilket gav Wavell 150.000 fanger og efterlod hele Cyrenaika i britiske hænder. På intet tidspunkt under kampagnen havde Wavell mere end to fuldstændige divisioner til rådighed mod så mange som ti italienske divisioner.
I marts og april indledte styrker fra aksemagterne, styrkede af den tyske Afrikahærs ankomst under ledelse af generalløjtnant Rommel, en offensiv ind i Cyrenaika, som afskar britiske tropper ved Tobruk. Slaget vekslede frem og tilbage i ørkenen, da Rommel forsøgte at stabilisere sine linjer langs den egyptiske grænse inden han skulle håndtere Tobruk bag ham, men i november overraskede lederen af den britiske 8. armé general Claude Auchinleck ham med et fremstød ind i Cyrenaika, som formåede at understøtte Tobruk, hvor garnisonen havde holdt ud i syv måneder bag sin forsvarsomkreds. Auchinlecks offensiv mislykkedes med sit andet mål - at afskære Rommel fra hans retrætelinje.
Rommel drog sig tilbage i god orden til Al Agheila, hvor hans tropper gjorde sig rede til en ny offensiv i januar 1942, som sigtede til at bringe aksemagternes styrker til Suezkanalen. Rommels indledende angreb var ødelæggende i sin djærvhed og hurtighed. Cyrenaika blev generobret i juni, Tobruk faldt på en dag. Rommel drog ind i Egypten, men hans offensiv bremsedes ved El Alamein, 100 kilometer fra Alexandria. De modstående hære endte i et dødleje i ørkenen, da britiske sø- og luftstridskræfter forstyrrede tyske konvojer og vejtransporter og gradvist forarmede Rommel på proviant og forstærkninger.
Sent i oktober brød den 8. armé under general Bernard Montgomerys ledelse igennem aksemagternes linjer ved El Alamein i en massiv offensiv, som bragte tyske og italienske styrker på en planløs retræte. Befrielsen af Cyrenaika afsluttedes for anden gang i november. Tripoli faldt for briterne i januar 1943, og i midten af februar var de sidste af aksemagternes tropper blevet fordrevne fra Libyen.

### De allieredes administration
Forskellige britiske militære regeringer blev oprettede i Cyrenaika og i Tripolitanien og fortsatte at fungere til Libyen fik selvstændighed. De var opdelte i flere distrikter, som lededes af civile tjenestemænd, som var ansvarlige over for brigadegeneraler i højkvarterene i Benghazi og Tripoli. Den britiske magt udøvedes i henhold til Haagkonventionen, og bestod af lovgivende, administrativ og dømmende magt for et besat land. Det var i hovedsagen en provisorisk virksomhed, hvis indledende formål helt enkelt var at opretholde fred og orden og lette krigsindsatsen. Britiske militære officerer og regeringen betonede kraftigt okkupationsregeringens upolitiske karakter.
Den britiske administration indledte uddannelse af en libysk civil forvaltning, som der fandtes et trængende behov for. Italienske administratorer var dog fortsat ansatte i Tripoli. Den italienske retsordning var fortsat i brug under hele krigens forløb. I den tyndtbefolkede Fezzan-region udgjorde en fransk militær administration en modsvarighed til den britiske. Med britisk godkendelse flyttede frie franske styrker nordpå fra Tchad for at tage kontrol over området i januar 1943. Den franske administration ledtes af en stab stationeret i Sabha, men udøvedes for en stor del gennem personer fra Fezzan fra Sayf an Nasrs slægt. På de lavere niveauer agerede franske officerer i både militære og civile funktioner i henhold til sædvanlig fransk praksis i algerisk Sahara. I vest føjedes Ghat til den franske militære region sydlige Algeriet og Ghadames til den franske kommando i det sydlige Tunesien. Dette vakte frygt blandt libyske nationalister om, at Frankrig sigtede til at til sidst afskære Fezzan fra Libyen.

## FN og Libyen
Disponeringen af Italiens koloniale besiddelser var et spørgsmål, som måtte iagttages inden den fredsaftale, som officielt afsluttede krigen mod Italien kunne indgås. Teknisk forblev Libyen en italiensk besiddelse, som administreredes af Storbritannien og Frankrig, men ved Potsdamkonferencen i 1945 enedes de allierede - Storbritannien, Sovjetunionen og USA - om, at de italienske kolonier, som toges under krigen, ikke skulle tilbagegives til Italien. Videre overvejelser om spørgsmålet delegeredes til de allieredes råd af udenrigsministre, som inkluderede en fransk repræsentant. Skønt alle rådsmedlemmer indledningsvis talte for en slags protektorat, kunne ingen formel udtænkes for at håndtere Libyen. USA foreslog et protektorat for hele landet under kontrol af FN, hvis charter var kommet i brug i oktober 1945, for at forberede det til selvstyre. Sovjetunionen foreslog adskilte protektorater for provinserne. Tripolitanien skulle tillfalde Sovjetunionen selv, Fezzan Frankrig og Cyrenaika Storbritannien. Frankrig, som ikke kunne se nogen ende på diskussionerne, talte for, at territoriet skulle tilbagegives til Italien. For at bryde dødvandet anbefalede Storbritannien til sidst øjeblikkelig selvstændighed for Libyen.
Fredsaftalen, ved hvilken Italien opgav alle krav på sine besiddelser i Afrika, undertegnedes i februar 1947 og kom i brug i september. Aftalens sprogbrug var vag vedrørende kolonierne, og bestemte kun, at disse territorier skulle "forblive i sin nuværende situation til deres fremtid er bestemt." Denne ubestemte formulering gjorde de libyske ledere skuffede. De havde tidligere været urolige over Italiens diplomatiske agitation for at kolonierne skulle tilbagegives. Libyerne var mistænksomme over, at Italiens overhøjhed kunne komme igen i nogen formelt upolitisk forklædning, hvis Italien fik ansvaret for at forberede landet til selvstændighed.
Ved gensidig overenskomst blev afgørelsen af spørgsmålet om Italiens kolonier udskudt i et år efter, at aftalen var taget i brug. Under denne tid skulle de fire store (Storbritannien, Frankrig, Sovjetunionen og USA) søge en løsning. Hvis ingen løsning blev fundet, skulle spørgsmålet forelægges for FN's generalforsamling. En undersøgelseskommission med deltagelse fra de fire magter nedsattes for at finde ud af, hvad det libyske folk ønskede. Skønt de forskellige regionale partier stillede sig uens i spørgsmålet om sine respektive provinsers fremtidige stilling, talte majoriteten af libyerne for selvstændighed. Kommissionen bestemte imidlertid, at landet ikke var rede til national selvbestemmelse. Andre regeringer, som var interesserede i en afgørelse af problemet, som Italien og Egypten, blev rådspurgte. Under alle omstændigheder forhindredes en løsning af modstridige interesser, og i god tid sattes det libyske spørgsmål på FN's generalforsamlings dagsorden.
Idris var vendt tilbage til Libyen til en tumultagtig velkomst i 1944, men han afslog at bosætte sig i landet, indtil han var sikker på, at alle indslag af udenlandsk kontrol, som ikke krævede hans godkendelse var forsvundet. På briternes opfordring genoptog han permanent bosiddelse i Cyrenaika i 1947. I 1949 udråbte han, med britisk støtte, Cyrenaika som selvstændigt emirat.
I mellemtiden havde Storbritannien og Italien fremsat Bevin-Sforzaplanen (efter Ernest Bevin g Carlo Sforza, udenrigsministrene fra de to lande) for FN til overvejelse. Ifølge denne plan skulle Libyen høre under et FN-mandat, og ansvaret for administrationen i Tripolitanien skulle delegeres til Italien, i Cyrenaika til Storbritannien og i Fezzan til Frankrig. Efter en tiårig periode skulle Libyen blive selvstændigt. Trods libyske protester antoges planen af FN's politiske komité i maj 1949, blot for at med een stemme falde under den to tredjedeles majoritet, som krævedes for, at antages af Generalforsamlingen. Ingen andre forslag fremlagdes, men langtrukne forhandlinger ledte til en kompromisløsning, som blev indskrevet i en FN-resolution i november 1949. Denne resolution bestemte, at en suveræn stat, som omfattede alle tre historiske regioner i Libyen, skulle være oprettet i januar 1952. En FN-kommissnær og det så kaldte De tis råd - som bestod af en repræsentanter fra hver og en af de tre provinser, en for de libyske minoriteter og en hver for Egypten, Frankrig, Italien, Pakistan, Storbritannien og USA - skulle vejlede Libyen gennem overgangsperioden frem til selvstændigheden og bistå en libysk nationalforsamling i at udarbejde en forfatning. I den endelige analyse havde ubeslutsomheden fra stormagternes side fremmet skabelsen af en selvstændig stat og fremtvunget foreningen af provinser, som hidtil havde været splittede af geografi og historie.
Generalforsamlingen udnævnte Adrian Pelt fra Nederlandene til kommissær for Libyen. Alvorlige problemer mødte ham og hans medarbejdere med at forberede et økonomisk tilbagestående og politisk uerfarent land til selvstændighed. Libyen manglede næsten fuldstændigt uddannet administrativ og teknisk personale, læger og lærere. Af Libyens omtrent 1 million indbyggere var mindst 90% analfabeter. Libyens største indkomstkilde var det metalskrot, som kunne genbruges fra 2. verdenskrigs slagmark. Der fandtes ingen kendte råstoffer - til og med Libyens sand var ubrugeligt til glasstøbning - og det var åbenbart, at landet ville være afhængig af udenlandsk økonomisk hjælp i en ikke forudsigelig periode. Pelt hævdede med styrke, at italienske kolonister skulle opmuntres til at forblive i Libyen, for det første fordi at den jord, de dyrkede, ikke kunne eksproprieres lovligt, og for det andet eftersom deres tilstedeværelse udgjorde en langsigtet investering, som var vigtig for videre økonomisk udvikling i landet.
Historisk havde Libyens administration kun været forenet i nogle få år og det under italiensk styre. Mange grupper konkurrerede om indflydelse over folket, men, skønt alle partier ønskede selvstændighed, fandtes der ingen enighed om hvilken slags regering, som skulle oprettes. Den sociale base for politisk organisering varierede fra region til region. I Cyrenaika og Fezzan var stammen hovedsagelig fokus for social identifikation, selv i byerne. Idris havde stor tilslutning i Cyrenaika som leder af Sanusiya-ordenen, mens i Fezzan klanen Sayf an Nasr rådede over tilhængere som de vigtigste stammehøvdinge. I Tripolitanien, derimod, kunne loyalitet som i en social kontekst for stor del var reserveret familien og slægten lettere overføres til et politisk parti og dets ledere. Tripolitanierne, anførte af Bashir as Sadawis Nationale kongressparti, anbefalede en republikansk statsform i en enhedsstat. Eftersom deres region havde en betydeligt større befolkning og relativt mere avanceret økonomi end de andre to, forventede de, at den politiske magt i et enhedsstatsligt system automatisk ville samle sig i Tripoli. Cyrenaikerna, som havde opnået en højere grad af sammenhold under Sanusiyas ledelse, frygtede det kaos, de så i Tripolitanien, og truslen om at blive overgået politisk af tripolitanierne i en enhedsstat. Under vejledning af den Nationale front, som af Idris indledningsvis støttedes for at tale for ensidig selvstændighed for Cyrenaika, støttede de dannelsen af en føderation med en svag centralregering, som skulle tillade lokal autonomi under Idris som emir. Men til og med i Cyrenaika fandtes en kløft mellem en ældre generation, som instinktivt tænkte i provinstermer og en yngre generation, af hvilke mange var påvirkede af deres medlemskab i Umar al Mukhtar-klubben, en politisk aktionsgruppe som først oprettedes i 1942 med Idris tilslutning men i 1947 havde en tendens til republikanske og nationalistiske anskuelser, hvis holdning afspejlede væksten i panarabisk politisk nationalisme, allerede en stærk kraft i Mellemøsten og voksende i Libyen.
For at gennemføre Generalforsamlingens direktiv godkendte Pelt oprettelsen af De 21s forberedende komité for at afgøre sammensætningen af et nationalt forfatningskonvent. Komitéen inkluderede 7 medlemmer fra hver provins, i Cyrenaika nominerede af Idris, i Fezzan af høvdingene af slægten Sayf an Nasr og i Tripolitanien af stormuftin (den højeste religiøse dommer) af Tripoli, som også agerede formand. Nationalister indvendte, at komitéen afspejlede traditionelle regionale interesser og ikke kunne afspejle det libyske folks vilje, som Generalforsamlingen havde tænkt sig.
Udfaldet af komitéens forhandlinger var skabelsen af det nationale forfatningskonvent, i hvilket hver af de tre provinser havde lige stor repræsentation. De mødtes for første gang i november 1950 og godkendte en føderal statsform med monarki, trods uenighed fra Tripolitaniens delegater, og tilbød Idris tronen. Forsamlingens komitéer skrev udkast til en forfatning, som blev antaget i oktober 1951 på behørig vis. Samtidig var den indre administrative magt allerede blevet overdraget fra britiske og franske administrationer til de regionale regeringer - og i Cyrenaika til det selvstyrende Sanusiya-emirat. Den 24. december 1951 udråbte kong Idris I det Forenede kongerige Libyens selvstændighed som suveræn stat.